# خليل هنداوي
خليل بن محمد عرفات الهنداوي (1322- 1396 هـ / 1906- 1976 م) أديب روائي وشاعر لبناني سوري، وكاتب مترجم.

## نشأته ودراسته
توجه منذ صغره إلى دراسة العربية وعلوم القرآن مع الدراسات الدينية. أنهى خليل الهنداوي دراسته في جمعية المقاصد الخيرية الإسلامية في صيدا عام 1924، ومارس التعليم فيها وعمره 17 أو 18، ومن زملائه: الأديب الشاعر أديب فرحات، والمربي والكاتب رشاد دار غوث المغربي، والمربي والإداري كمال بيضاوي، والمربي الحاج مصطفى الزين.
غادر خليل الهنداوي صيدا عام 1928 على إثر نفيه من قبل السلطات الفرنسية من بعد إلقائه قصيدة وطنية في حفل استقبال رياض الصلح العائد من منفاه لأول مرة، وأبعِدَ إلى سورية فاختار أول الامر دمشق موطنًا له، التي سبق وأمضى فيها سني الحرب العالمية الأولى.

## عمله ووظائفه
في بدء عام 1929 عمل مدرسا للأدب العربي في تجهيز ثانوية دير الزور/سورية، وفي هذه المرحلة استكمل مطالعاته وثقافته وكتاباته الأولى، التي كانت مجلة الرسالة والمقتطف مجتلاها. في نهاية عام 1939 انتقل إلى حلب بطلب من رئيس الوزراء السوري سعد الله الجابري، واتخذها مستقرا له، ودرس في ثانوياتها على اختلافها إلى أن أحيل إلى التقاعد في عام 1966.
يعتبر خليل الهنداوي (وفقا لوزارة التربية والتعليم في سورية) أول مدرس عرف قيمة النص و عني بدراسته دراسة أدبية. فعل ذلك في الثلاثينات أيام كان اهتمام الناس منصبا على ترداد تراجم الأدباء واستظهار أحكام مؤرخي الأدب عليهم. كتابه (نصوص مدروسة) راية مرفوعة ترفرف في سماء الأدب والنقد وتعليم اللغة.
عين مديرا للمركز الثقافي العربي بحلب عام 1958. واختير عضوا في وفد الجهورية العربية المتحدة إلى مؤتمر أدباء آسيا وأفريقيا بطشقند عام 1985.
زار مصر وفلسطين وألمانيا والولايات المتحدة الأميركية والعديد من دول أوروبا.
اختير عضوا في الوفد السوري لحضور المؤتمر الأول للأدباء العرب الذي انعقد في بيت مري بلبنان عام 1954.
اختير عضوا في وفد سوريا إلى مؤتمر أدباء آسيا وأفريقيا في بيروت عام 1967.
اختير عضوا في الوفد السوري لحضور مؤتمر الأدباء العرب في دمشق عام 1971. شغل رئاسة اتحاد الكتاب العرب فرع حلب حتى وفاته عام 1976.
نتاجه غزير ومتنوع في مجال الأجناس الأدبية المتعددة على صعيد القصة والرواية والمسرحية والمقالة والتعريب والشعر والسيرة الذاتية والنقد الأدبي والتفسير.
وقد جمع بين الثقافتين العربية والفرنسية التي ترجم عنها الكثير من روائعها، وساهم في ترجمة مذكرات شارل ديغول إلى اللغة العربية وتنقيحها.
أصدرت وزارة الثقافة في دمشق جانبا من أهم أعماله في مجلدين. بلغت كتبه الأدبية والتعليمية المنشورة ثلاثين كتابا وما زالت سائر كتبه مخطوطة وتبلغ بضعة وعشرين كتابا. كثير من انتاجه مبثوث في الصحافة الأدبية والمجلات العربية. ومن المجلات التي نشر فيها:المقتطف، الرسالة، الجمهور، المستمع، العربي، العلوم، المعرفة، المعلم العربي، المعارف، الحديث، الضاد، الرواية، الأديب، الآداب، الثقافة، المكشوف، فكر، الموقف الأدبي، الكتاب، البيان. أجيزت رسالة ماجستير في الآداب عن خليل الهنداوي; حياته وأدبه من الجامعة اللبنانية في بيروت عام 1978 وما تزال مخطوطة.
كان لزوجته، السيدة مارية الهنداوي، فضل كبير في إذكاء نشاطه الثقافي والأدبي والاجتماعي خلال حياته الحافلة بالعطاء، ثم دأبت على متابعة شؤونه بعد وفاته سنة 1976 ولاسيما إقامة تمثاله، ونشر جانب من أعماله، وذلك بالتعاون الوثيق مع نجله كمال الهنداوي.

## مؤلفاته
- صفحة من حياة باريس- رواية- بيروت 1932
- البدائع- قصص- دير الزور 1936
- إرم ذات العماد- رواية- حلب 1943
- هاروت وماروت- مسرحيات- 1944
- سارق النار- مسرحيات- 1945
- فرانزليست- سيرة فنان- 1949
- الحب الأول- قصص- حلب 1950
- نصوص مدروسة في الأدب العربي- دراسة- 1952
- زهرة البركان- مسرحيات- 1960
- تجديد رسالة الغفران- 1965
- الأدب والنصوص- وزارة التربية- دمشق- 1965
- مع الإمام علي من خلال نهج البلاغة- 1963
- مونافنا لمترلنك- ترجمة- مسرحية 1966
- دمعة صلاح الدين- قصص- 1958
- تيسير الإنشاء- 1973
- نيتشه لهنري ليشتانبرجر- ترجمة- 1954
- الأغاني للأصفهاني- اختيارات- خمسة أجزاء- 1967
- نماذج إنشائية- 1971 [2]
- سيرة حياتي
- «خليل الهنداوي: مختارات من الأعمال الكاملة» - إعداد عمر الدقاق ووليد إخلاصي - منشورات وزارة الثقافة - 1980، وله ديوان مخطوط بحوزة أسرته [3]
- حافظ إبراهيم
- المتنبي
- شوبان
- درة قرطبة
- نكبة فيلسوف أو ابن رشد
- وضاح اليمن
- العالم لن ينتهي
- سارق النار
- المنتخب من كتاب الأغاني
- الحبيب المنشود
- البؤساء (مترجم عن فكتور هوجو)
- قصة مدينتين (مترجم)
- أوليفر تويست  (مترجم عن تشارلز ديكنز)

## تكريمه
- أقام له اتحاد الكتاب العرب وجامعة حلب حفلا تكريميا في مدرج كلية الآداب في آذار 1974 بمناسبة حلول نصف قرن على عطائه الأدبي.
- مُنح وسام الاستحقاق السوري من الدرجة الممتازة، في 27 تشرين الثاني 1976.

- أطلقت مديرية التربية بحلب اسم خليل الهنداوي على إحدى مدارس المدينة.
- أطلق مجلس المدينة اسم خليل الهنداوي على شارع رئيس في حلب، ويقع في رأسه المنزل الذي كان يقطنه.
- أقامت وِزارة الثقافة ومجلس مدينة حلب تمثالًا نصفيًّا لخليل الهنداوي في حديقة حلب العامَّة، مناظرًا لتمثال أبي فراس الحَمْداني.
- أُطلق اسمه على قاعة المطالعة في المركز الثقافي العربي بحلب.
- أقام المركز الثقافي للبحوث والتوثيق في صيدا بلبنان، بالتعاون مع اتحاد الكتاب العرب في دمشق، تحت رعاية دولة الرئيس الدكتور سليم الحص حفل تكريم له في مدينته صيدا عام 1991.

## وفاته
توفي خليل الهنداوي في حلب عام 1396هـ / 1976م.